# Thomas Zickler
Thomas Zickler (1964 – Berlin, 2019. szeptember 2.) német filmproducer.

## Filmjei
Producer
- 10 Tage im Oktober (1989, dokumentumfilm)
- A mennyország kapujában (Knockin’ on Heaven’s Door) (1997)
- Falling Rocks (2000)
- Marmor, Stein & Eisen (2000)
- The Antman (2002)
- Detective Lovelorn und die Rache des Pharao (2002)
- A félelem szobája (Zimmer der Angst) (2002, tv-film)
- Mask Under Mask (2002)
- Mezítlábas szerelem (Barfuss) (2005)
- Zsákutca (One Way) (2006)
- Fülenincs nyúl (Keinohrhasen) (2007)
- 1 és 1/2 lovag - Az elbűvölő Herzelinde hercegnő nyomában (1½ Ritter – Auf der Suche nach der hinreißenden Herzelinde) (2008)
- Fülenincs nyúl 2. (Zweiohrküken) (2009)
- Barátság! (Friendship!) (2010)
- Kislány a küszöbön (Kokowääh) (2011)
- Őrangyal (Schutzengel) (2012)
- Kislány a küszöbön 2. (Kokowääh 2) (2013)
- Großstadtklein (2013)
- Fülenincs nyúl és a kétfülű csibe (Keinohrhase und Zweiohrküken) (2013)
- Honig im Kopf (2014)
- Tschiller: Off Duty (2016)
- Unsere Zeit ist jetzt (2016)
- Conni und Co 2 – Das Geheimnis des T-Rex (2017)
- Traumfabrik (2019)|Traumfabrik (2019)

Executive producer
- Varieté (1992, rövidfilm)
- Der unbekannte Deserteur (1994, rövidfilm)

Társproducer
- A jegesmedve (Der Eisbär) (1998)
- Nicht mein Tag (2014)
- Halbe Brüder (2015)
- 8 Sekunden – Ein Augenblick Unendlichkeit (2015)
- Rückkehr nach Montauk (2017)
- Boldogság befőtt (Vielmachglas) (2018)
- Steig. Nicht. Aus!  (2018)
- 25 km/h - Féktelen száguldás (25 km/h) (2018)